# Jolanta Fedak
Jolanta Beata Pietruńko (Żary, 21 de septiembre de 1960-31 de diciembre de 2020) fue una política polaca que se desempeñó como Ministra de Trabajo y Política Social desde 2007 hasta 2011.

## Biografía
Nació en Żary. Se graduó en ciencias políticas por la Universidad de Breslavia en 1984. Posteriormente completó sus estudios de posgrado en gestión y administración de la educación en la Universidad de Szczecin y en la Universidad Adam Mickiewicz en Poznań.
Después se unió al Partido Popular Polaco (PSL) en la década de 1990 y dirigió la oficina fuera de la ciudad de Zielona Góra. Más tarde se convirtió en el mariscal adjunto del voivodato de Lubusz para el partido con un enfoque en cuestiones sociales, convirtiéndose en uno de los cuatro vicepresidentes del Comité Ejecutivo del partido.
En 2001 se postuló por primera vez para el Sejm, luego para el Senado en 2005; ambos intentos fueron infructuosos. También se postuló para alcalde de Zielona Góra en 2006 y para el Senado polaco en 2007. En la última carrera, terminó novena de doce candidatos con 45 719 votos. A pesar de perder las elecciones, fue nombrada Ministra de Trabajo y Política Social bajo Donald Tusk como resultado de una coalición entre el PSL y la Plataforma Cívica de Tusk; ocupando ese cargo hasta 2011.
Después de que terminó su mandato como ministra de Trabajo, fue asesora del vice primer ministro Waldemar Pawlak hasta que terminó su mandato en 2012. Poco después fue nombrada consejera de Zakład Ubezpieczeń Społecznych. En 2014 se postuló para un puesto en el Parlamento Europeo como miembro del PSL. Si bien terminó primera en su circunscripción de diez candidatos con 6906 votos, el partido no tuvo suficientes votos en su conjunto; recibieron 4 escaños para 13 distritos electorales. Tampoco tuvo éxito en una candidatura para el Sejm durante las elecciones parlamentarias de 2015. En las elecciones de 2019 ganó un escaño en el Sejm y ocupó el cargo hasta su muerte por cáncer el 31 de diciembre de 2020.